# Akyol
Akyol ist ein türkischer männlicher Vorname und Familienname. Akyol bedeutet „richtiger Weg“ (wörtl. „weißer Weg“).

## Namensträger

### Familienname
- Birkan Akyol (* 1992), türkischer Boxer
- Cenk Akyol (* 1987), türkischer Basketballspieler
- Çiğdem Akyol (* 1978), deutsche Journalistin und Autorin mit türkisch-kurdischen Wurzeln
- Derya Akyol (* 2000), deutsche Synchronsprecherin
- Enes Yasin Akyol (* 1998), deutsch-türkischer Fußballspieler
- Fahri Akyol (* 1990), deutsch-türkischer Fußballspieler
- Gaye Su Akyol (* 1985), türkische Künstlerin
- Naz Aydemir Akyol (* 1990), türkische Volleyballspielerin: siehe Naz Aydemir
- Osman Akyol (* 1969), deutsch-türkischer Fußballspieler
- Pınar Akyol (* 2003), türkische Kugelstoßerin
- Sinem Akyol (* 1993), türkische Schauspielerin
- Taner Akyol (* 1977), türkischer Musiker und Komponist
- Türkân Akyol (1928–2017), türkische Medizinerin, Politikerin und erste türkische Ministerin
- Ufuk Akyol (* 1997), deutsch-türkischer Fußballspieler